# Kraemeria tongaensis
Kraemeria tongaensis är en fiskart som beskrevs av Rofen, 1958. Kraemeria tongaensis ingår i släktet Kraemeria och familjen Kraemeriidae. IUCN kategoriserar arten globalt som livskraftig. Inga underarter finns listade i Catalogue of Life.